# Barilius barila
Barilius barila är en fiskart som först beskrevs av Hamilton 1822.  Barilius barila ingår i släktet Barilius och familjen karpfiskar. IUCN kategoriserar arten globalt som livskraftig. Inga underarter finns listade.